# Compagnie ordinaire de la mer
En 1622, le  cardinal de Richelieu crée, sous la dénomination de Compagnies ordinaires de la mer, cent compagnies qui sont destinées à former les garnisons des bâtiments (vaisseaux de la marine). Quatre ans plus tard, elles prendront le nom de « Régiment de la Marine ».

## Commandants des Compagnies franches de la mer

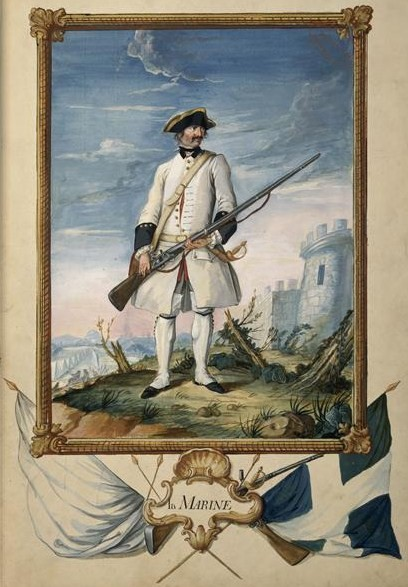
Régiment de la Marine.

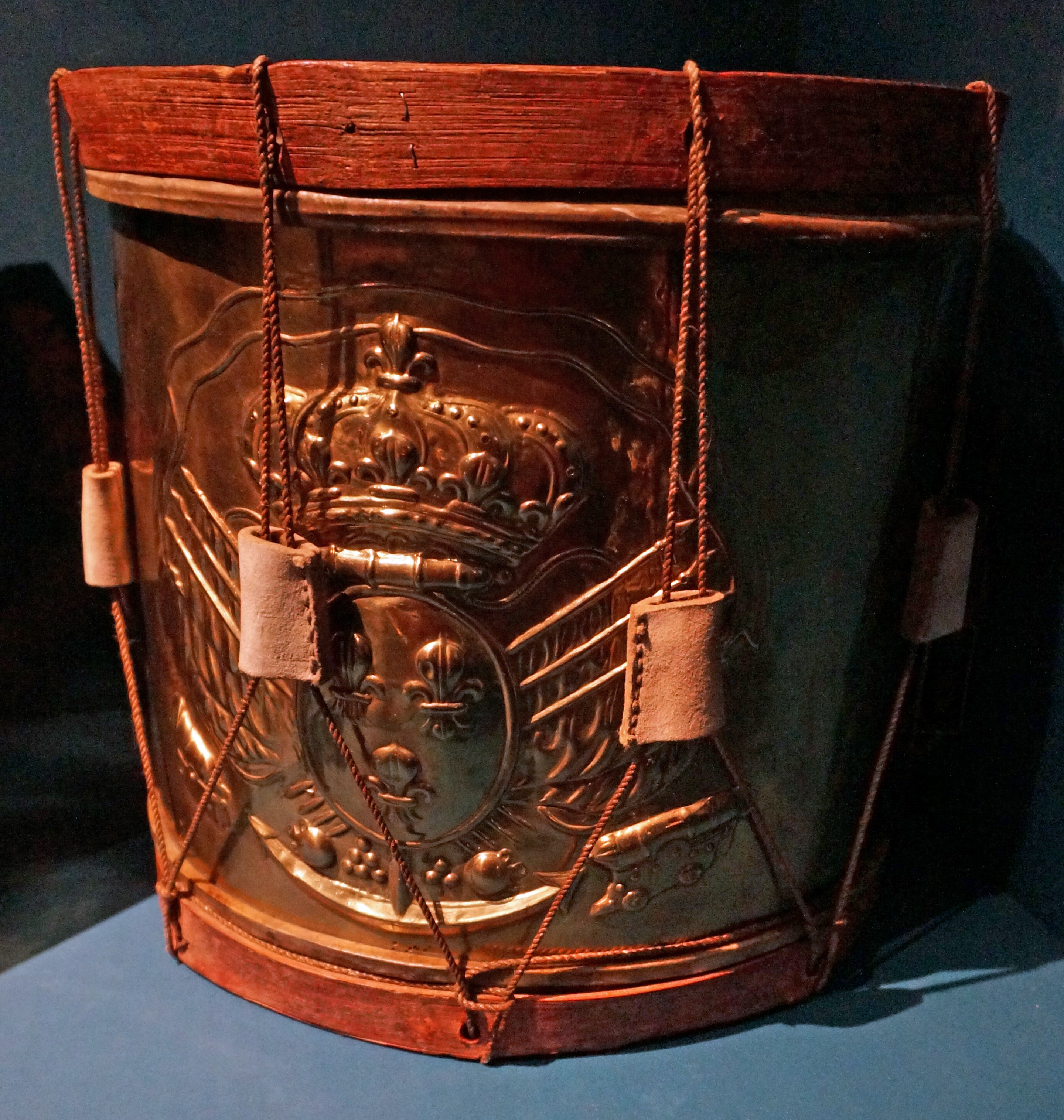
Tambour des troupes de marines ayant servi à Hué au XVIIIe siècle.

- 1692 : de Beaujeu
- 1693 : de la Jonquière
- 1696 : de Sorel
- 1702 : de Chaumes
- 1706 : de Combes
- 1709 : de la Givière
- 1710 : de Granpré
- 1712 : de Boulainvilliers
- 1723 : de Gouyon
- 1729 : de Vienne de Brisservilles
- 1732 : de Lavalette-Laudun
- 1734 : de Barailles
- 1736 : de Radouay
- 1738 : d'Orves
- 1739 : des Herbiers l'Estenduères
- 1741 : Perrot de Pérecourt
- 1743 : de Nesmond
- 1750 : Bigot de Morogue
- 1755 : Dulac de Montuert
- 1768 : de Saint-Julien
- 1776 : de La Tullaye
- 1779 : Le Bègue

## Commandants du «Corps royal de l'artillerie de la Marine et des Colonies»
- 1784 : de Pujet
- 1788 : Chevalier de Sémeville
- 1789 : de Penier
- 1790 : B. de Marigny
- 1792 : Gratet, Vicomte de Bouchage

## Commandants  du «Corps d'artillerie de la Marine»
- 1802 : Corderan
- 1806 : Baudry Dasson
- 1806-1854 : période non connue

## Sources et bibliographies
- Édition de l'historique du 22e régiment d'infanterie de marine, due à l'initiative du lieutenant-colonel Philippe Pujol, chef de corps, et du commandant François Daveaux, président de l'amicale des anciens du 22e R.I.C. - 22e R.I.Ma.